# 伍驥
伍驥（ご き、1416年 - 1465年）は、明代の官僚・軍人。字は徳良、またの字は体純。本貫は吉安府安福県。

## 生涯
景泰5年（1454年）、進士に及第した。監察御史に任じられた。
天順7年（1463年）、伍驥は巡按福建を命じられた。先立って上杭県で反乱が起こり、都指揮僉事の丁泉が善戦して、反乱軍の城攻めを全て撃退していた。まもなく反乱軍が転進しようとしたため、伍驥は汀州に駆けつけ、単騎で反乱軍の塁を訪れた。反乱軍は唐突に現れた御史に対して、武装して刃を露にした。伍驥は落ちついた態度で利害を説いたので、反乱側から1700戸あまりが帰順した。伍驥は帰順した者に牛を供与し、生業にもどさせた。
反乱軍の首領の李宗政が服従しなかったため、伍驥は丁泉とともに深入りして李宗政の軍を攻撃した。丁泉は奮戦したが、反乱軍に殺害された。伍驥は死者を弔い、負傷者を労うと、反乱軍と再戦して、18の寨を連破し、800人あまりを捕斬し、反乱を鎮圧した。伍驥は風土病にかかり、凱旋すると上杭県で死去した。成化11年（1475年）、知県の蕭宏の請願により、伍驥と丁泉を祀る褒忠祠が上杭県に建てられた。
子に伍希閔（字は仲孝）があった。